# Горка (Новосибирская область)
Горка — посёлок в Барабинском районе Новосибирской области. Входит в состав Щербаковского сельсовета.

## География
Площадь посёлка — 16 гектар

## История
В 1976 г. Указом президиума ВС РСФСР посёлок фермы № 2 совхоза «Ульяновский» переименован в Горка.

## Население
| 2002 | 2007 | 2010 |
| ---- | ---- | ---- |
| 128  | ↗146 | ↗148 |

## Инфраструктура
В посёлке по данным на 2007 год функционируют 1 учреждение здравоохранения.